# Pluton-1
Pluton-1 – moździerzowy pocisk odłamkowy kalibru 60 mm. Opracowany wspólnie przez WITU i Zakłady Metalowe DEZAMET SA. Produkowany seryjnie od 1999 roku. Uzbrajany zapalnikiem ZGM.
Jest amunicją moździerzy LM-60 i LMP-2017. Stanowi unikalny polski pocisk, niekompatybilny z NATO-wskim kalibrem 61 mm.

## Dane taktyczno-techniczne
- Kaliber: 60 mm (59,4 mm)[1]
- Masa: 2 kg
- Donośność: 2300 m
- Promień rażenia: 15 m
- Liczba odłamków: 1500 szt.
- Prędkość początkowa: 166 m/s